# Sofía van Spanje
Sofía de Todos los Santos de Borbón y Ortiz (Madrid, 29 april 2007) is de tweede dochter van Felipe VI van Spanje en Letizia Ortiz Rocasolano. Sofía is vernoemd naar haar grootmoeder, Sophia van Griekenland.

## Biografie
Sofía werd via een keizersnede om 16:50 geboren op 29 april 2007 in de Ruber kliniek in Madrid. Ze woog bij de geboorte 3310 gram en was 50 cm lang. Na haar oudere zus Leonor is Sofía de tweede in lijn voor de Spaanse troonopvolging.
Infante Sofia werd op 15 juli 2007 gedoopt in de kapel van het Zarzuela paleis in Madrid. Haar peettante is haar oma, Paloma Rocasolano. Konstantin van Bulgarije is haar peetoom. 